# جنیفر هتریک
جنیفر هتریک (انگلیسی: Jennifer Hetrick؛ زادهٔ ۱۲ مهٔ ۱۹۵۸) یک هنرپیشه اهل ایالات متحده آمریکا است.

## گزیده فیلمشناسی
از فیلم‌ها یا برنامه‌های تلویزیونی که وی در آن نقش داشته‌است می‌توان به آثار زیر اشاره کرد.
- ۵۰۰ روز سامر (۲۰۰۹)
- پیشتازان فضا: نسل بعدی (۹۱–۱۹۹۰)
- پرونده‌های ایکس (۱۹۹۶)
- بافی قاتل خون‌آشام‌ها (مجموعه تلویزیونی) (۱۹۹۸)
- آلیاس (۲۰۰۵)
- ذهن‌های مجرم (۲۰۰۷)
- ان‌سی‌آی‌اس (۲۰۰۸)
- فرار از زندان (مجموعه تلویزیونی) (۲۰۰۸)
- ۲۴ (مجموعه تلویزیونی) (۲۰۰۹)